# Hymenophyllum pulcherrimum
Espèce
Répartition géographique
Hymenophyllum pulcherrimum est une espèce de fougères de la famille des Hyménophyllacées.
Synonyme : Mecodium pulcherrimum (Colenso) Copel.

## Description

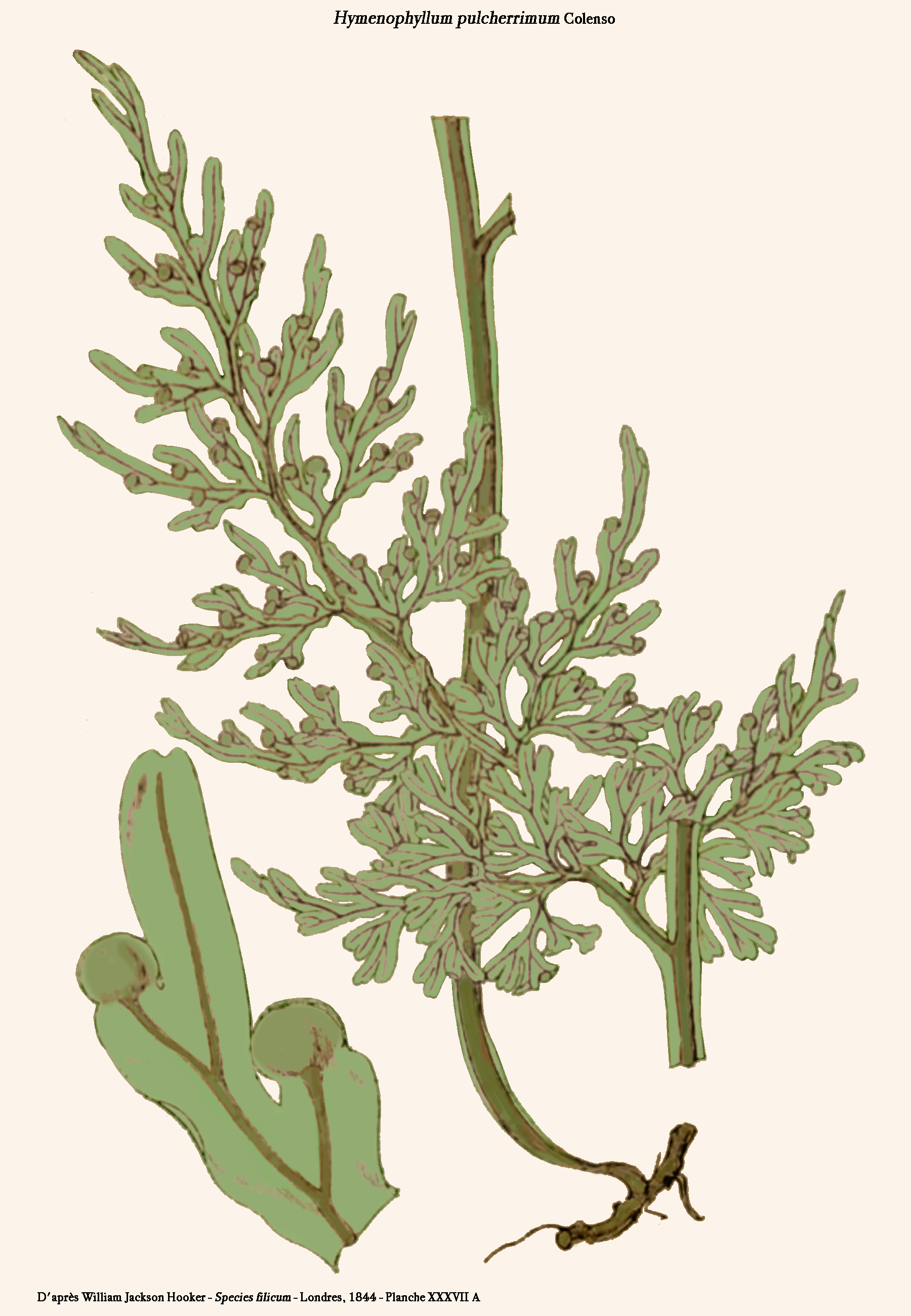

Hymenophyllum pulcherrimum appartient au sous-genre Fuciformia.
Cette espèce a les caractéristiques suivantes :
- son rhizome est filiforme, mais court, épais et robuste, densément couvert de poils rougeâtres ;
- les frondes, de 30 à 40 centimètres de long sur quinze à vingt de large, comportent un limbe divisé trois à quatre fois, d'un vert assez pâle - la finesse et la beauté de ces frondes est à l'origine de l'épithète spécifique ;
- Les sores, solitaires, sont portés par l'extrémité d'un très court segment axillaire, majoritairement à la partie terminale du limbe ;
- les sores ont une forme globulaire avec une indusie est formée deux lèvres ;
- les grappes de sporanges dépassent à peine l'indusie et seulement à maturité.

Cette espèce semblerait compter 22 paires de chromosomes, contrairement à l'autre espèce du sous-genre - Hymenophyllum fuciforme Sw. : 36 paires. Ebihara & al., sur la base des travaux de Sabine Hennequin, affirment une étroite relation entre ces deux espèces, très éloignées dans leur distribution.

## Distribution
Cette fougère, plutôt épiphyte de troncs d'arbres, est présente en Nouvelle-Zélande uniquement.